# Josef Anton Strassgschwandtner
Josef Anton Strassgschwandtner est un peintre autrichien né à Vienne le 17 octobre 1826, mort dans la même ville le 5 mars 1881, il s'est fait un nom comme peintre d'histoire, de chasse et de sujets militaires, une rue du 14e arrondissement (Penzig) de la capitale autrichienne honore sa mémoire.

## Œuvres passées en ventes publiques
- Le jeune empereur François-Joseph Ier récompensant ses généraux et ses officiers, lors de la guerre de 1848, 1850, huile sur toile, 73 par 102, Sotheby's Londres, 25 novembre, 1992 Lot 527, vendu pour 52 800 £, (prix record de l'artiste).

## Illustrations

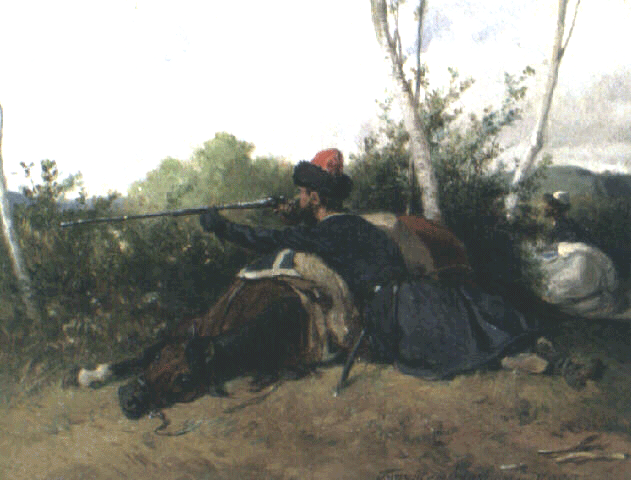
Cosaque au combat
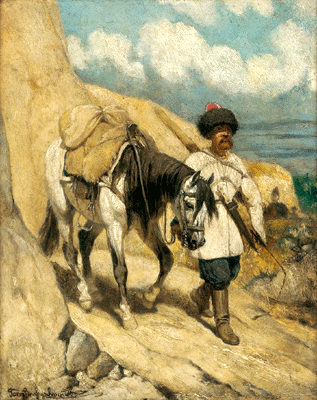
Cosaque avec son cheval
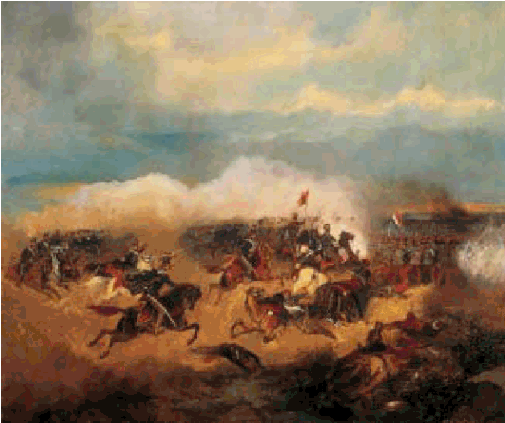
Charge des hussards à la bataille de Solférino
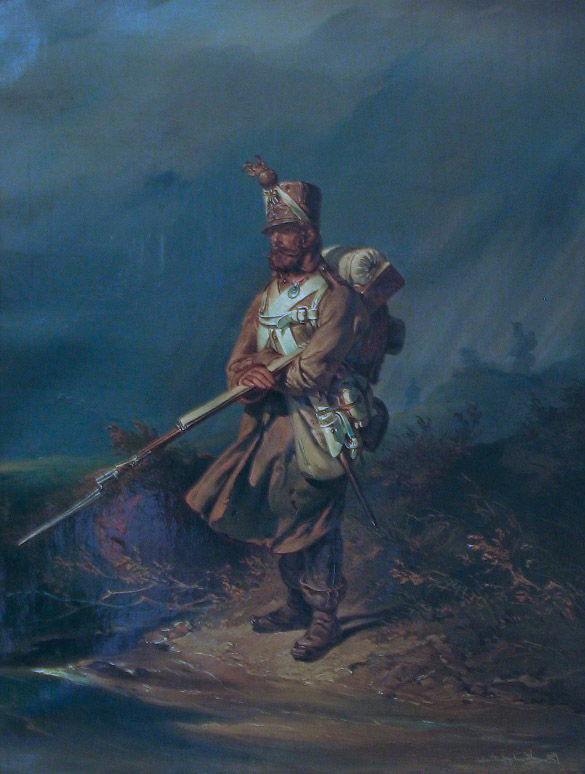
Soldat de l'infanterie autrichienne (1849)